# TSK みんなのニュース
『TSK みんなのニュース』（ティーエスケイみんなのニュース）は、山陰中央テレビ（TSK）で放送されていた夕方の山陰地方向けローカルワイドニュース番組。ハイビジョン制作。

## 番組概要
キー局・フジテレビが『（FNN）みんなのニュース』をスタートさせることに伴い、2015年3月27日に17年の放送に幕を下ろした『TSKスーパーニュース』の後継番組として放送開始。

## キャスター
特記以外は全員、TSKアナウンサー

### 現在
平日
- キャスター
  - 山下桃（月・火）
  - 坂西美香（水・木）
  - 島津久美子（金）
- コメンテーター

- 天気予報
  - 山根収（気象予報士）
  - 藤谷裕介（気象予報士）

週末
- キャスター
  - TSKアナウンサーのシフト勤務

## 放送時間

### 平日版
- 月曜 - 金曜 16:50 - 19:00

### 週末版
- 土曜・日曜 17:30 - 18:00